# 나주 불회사 소조보살입상
나주불회사소조보살입상(羅州 佛會寺 塑造菩薩立像)은 대한민국 전라남도 나주시 다도면 마산리, 불회사에 있는 조선시대의 불상이다. 2005년 1월 27일 전라남도의 유형문화재 제267호로 지정되었다.

## 개요
나주 불회사 소조보살입상은 본존불인 건칠불의 좌우 협시불로 15세기 초에 조성된 것으로 추정되어 조성의 연대도 빠르고 조형성도 뛰어난 편이며 고려·조선 전기를 걸쳐 오면서 조상되는 조각사적 흐름을 엿볼 수 있어 역사적, 예술적 가치가 있다.

## 명칭 변경
2005년 1월 27일 전라남도의 유형문화재 제267호로 지정 당시 명칭은 나주 불회사 삼존불상이었으나, 삼존불상 가운데 본존불이 2008년 3월 12일 국가지정문화재(보물 제1545호, 1구)로 지정되어 이를 지정해제하고, 협시불인 소조보살상도 조선초기 제작되어 가치가 있음으로 문화재명칭을 나주 불회사 소조보살입상으로 하여 보살상 2구를 변경지정되었다.

## 같이 보기
- 나주 불회사 건칠비로자나불좌상 - 보물 제1545호

## 참고 자료
- 나주불회사소조보살입상 - 국가유산청 국가유산포털